# Hester Chapone
Hester Mulso, dite Hester Chapone, née en 1727 et morte en 1801, autrice de livres de conseils pour les femmes, est la fille d'un gentleman du Northamptonshire. Elle épouse un avoué, qui meurt quelques mois plus tard. Elle embrasse alors une carrière d'écrivaine. Autodidacte, elle est l'une des femmes lettrées qui se rassemblent autour d'Elizabeth Montagu. Elle est l'auteur de Lettres sur l'amélioration de l'esprit (Letters on the Improvement of the Mind), ainsi que de Miscellanées (Miscellanies). 
Le premier de ces ouvrages est tout d'abord écrit pour sa nièce, âgée de 15 ans, en 1773, mais, dès 1800, il a connu au moins seize éditions. Douze nouvelles éditions apparaissent jusqu'en 1829, dont une au moins est une traduction française. L'ouvrage est centré sur l'encouragement des filles à acquérir une compréhension rationnelle au travers de la lecture de la Bible, de l'histoire et de la littérature. Les filles sont également supposées étudier la comptabilité, la gestion ménagère, ainsi que la botanique, la géologie, et l'astronomie. Seuls les romans sentimentaux doivent être évités. 
Plus tard, Mary Wollstonecraft signalera ce livre comme comptant parmi les rares exemples de livre de développement personnel qui méritent des louanges. 